# Piano Man
Piano Man – drugi minialbum południowokoreańskiej grupy Mamamoo, wydany 21 listopada 2014 roku przez wytwórnię WA Entertainment. Głównym singlem z płyty jest utwór o tym samym tytule. Sprzedał się w nakładzie 6922 egzemplarzy w Korei Południowej (stan na wrzesień 2016).

## Lista utworów
| CD | CD                       | CD       | CD                | CD          | CD      |
| Nr | Tytuł utworu             | Tekst    | Kompozycja        | Aranżacja   | Długość |
| -- | ------------------------ | -------- | ----------------- | ----------- | ------- |
| 1. | „Piano Man”              | Kim Eana | Kim Do-hoon, Esna | Kim Do-hoon | 3:15    |
| 2. | „Gentleman” (z Esna)     | Kim Eana | Kim Do-hoon, Esna | Kim Do-hoon | 3:40    |
| 3. | „Love Lane” (CD Only)    | Kim Eana | Kim Do-hoon, Esna | Kim Do-hoon | 3:21    |
| 4. | „Piano Man” (Piano ver.) | Kim Eana | Kim Do-hoon, Esna | Kim Do-hoon | 3:15    |
| 5. | „Piano Man” (Instr.)     |          | Kim Do-hoon, Esna | Kim Do-hoon | 3:17    |

## Notowania
| Lista                   | Pozycja |
| ----------------------- | ------- |
| Gaon Weekly Album Chart | 8       |